# مريم أوكبير
مريم أوكبير (Myriem Oukbir) ممثلة وعارضة أزياء جزائرية، ولدت في 26 فبراير 1991 في الجزائر العاصمة، تخرجت من الجامعة سنة 2013، وقد بدأت مهنتها كعارضة ازياء سنة 2012 وفي سنة 2016 بدأت مشوارها الفني كممثلة بدور زهرة في المسلسل الكوميدي تحت المراقبة
حققت مريم نجاحا باهرا كممثلة بسبب اتقانها لدور زهرة في مسلسل تحت المراقبة وقدحصلت على ردود فعل جيدة وتعليقات مشجعة لها

## عن حياتها
مريم جزائرية الأصل، بدأت مهنتها كعارضة ازياء سنة 2012 ذلك عن طريق دخول مسابقات والقيام بعدة جلسات تصوير. في سنة 2013 تخرجت من الجامعة (غير معروف اختصاصها) وفي نفس السنة شاركت في مسابقة Elite Model Look Algeria وكانت من ضمن 10 الأوائل. وفي سنة 2014 قامت بجلسة تصوير لمجلة حواء (HAWA) عدد أبريل. اما في سنة 2016 بدأت مهنتها كممثلة، قالت ان التمثيل لأول مرة بجانب ممثلين محترفين كـ عبد القادر سكتور ومراد صاولي جعلها تشعر بالخوف والتوتر، لكنها تلقت ردود فعل ايجابية من المتابعين وقد مدحها العامة بسبب الجهود التي قدمتها في تجسيد دور «زهرة» الفتاة الفقيرة والمحبة للبكاء في مسلسل تحت المراقبة وفي سنة 2017 تم إصدار الموسم الثاني من مسلسل تحت المراقبة وقد شاركت أيضا مريم فيه بدور «زهرة»
شاركت أيضا في 2019 في المسلسل الدرامي أولاد الحلال في دور داليا.

## أعمالها
المسلسلات
| السنة | المسلسل               | اسم الشخصية | الدور                                                                   |
| 2016  | تحت المراقبة          | زهرة        | موظفة فقيرة تحب الاكل والبكاء والتحدث عن هموم عائلتها                   |
| 2017  | تحت المراقبة الموسم 2 | زهرة        | موظفة فقيرة تحب الاكل والبكاء والتحدث عن مشاكلها مع الحمل وزوجها الفقير |

البرامج
| السنة | اسم البرنامج           | نوع البرنامج | تفاصيل |
| 2016  | زوبير شو (Zoubir Show) | ترفيهي       | ضيفة   |
| 2016  | افتح قلبك              | حواري        | ضيفة   |
| 2017  | الجزائرية SHOW         | حواري        | ضيفة   |